# Lucio Petrosidio
Lucius Petrosidius (... – Gallia, 54 a.C.) è stato un militare romano.
Fu l'aquilifero della Decima Legione nell'assedio dell'accampamento nei pressi di Atuatuca nel 54 a.C. descritto da Gaio Giulio Cesare nel De bello Gallico. Lucius è ricordato per un gesto eroico compiuto sul campo di battaglia: durante l'assedio si trovò circondato dai nemici Eburoni, e per impedire a questi di impossessarsi del vessillo dell'aquila delle legioni romane, egli lo lanciò al di là del terrapieno romano, per poi tornare alla battaglia dove trovò la morte.